# Cladonia caribaea
Cladonia caribaea är en lavart som beskrevs av S. Stenroos. Cladonia caribaea ingår i släktet Cladonia och familjen Cladoniaceae.   Inga underarter finns listade i Catalogue of Life.